# Mohías
Mohías (oficialmente en eonaviego Mouguías) es una parroquia del concejo de Coaña, en la comarca de Eo-Navia, Principado de Asturias, España.
Situada en el extremo nororiental del concejo, tiene una población de unos 950 habitantes. Está situado a 6,2 km de la capital del concejo. Su templo parroquial está dedicado a San Martín.

## Lugares
Según el nomenclátor de 2023, la parroquia comprende las siguientes entidades de población:
- Astás
- El Espín
- Fojos (Foxos)
- Medal
- Mohías (Mouguías)
- Ortiguera (Ortigueira)
- Rabeirón (El Rabeirón)
- La Reguera (A Regueira)
- Vega de Pindolas (A Veiga de Pindolas)
- Los Villares (Os Villares)

## Playas
- Playa de Arnelles

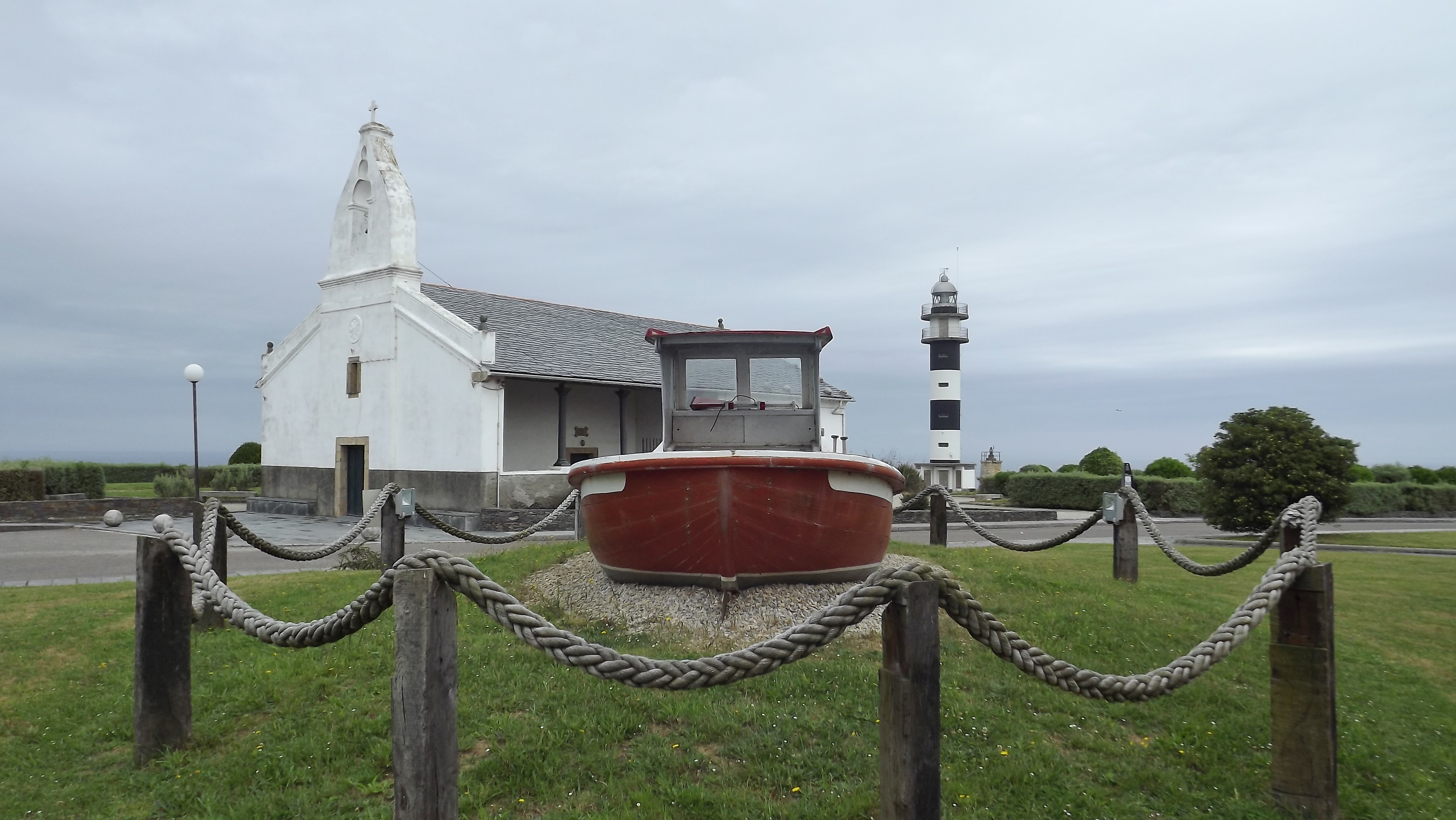
Capilla de San Agustín y faros de Ortiguera

Situada a naciente del Cabo San Agustín y al oeste de la bocana de la ría de Navia, la playa de Arnelles es un pequeño arenal, con afloramientos rocosos, que se extiende a lo largo de 110 metros y ocupa una superficie de 6.600 metros cuadrados en el fondo de una recogida ensenada por la cual vierte al Cantábrico el arroyo La Ferrería. Conserva un alto grado de naturalidad en virtud de su acceso peatonal, que ejerce un ejerce un efecto disuasorio sobre el turismo -no obstante, a su alrededor se ha desarrollado un núcleo residencial-, y a pesar de importantes impactos ambientales. Posee servicio de salvamento y existen cámpings en sus inmediaciones.
Situación
Se encuentra en el extremo oriental del concejo de Coaña, cerca de las localidades de Ortiguera y Mohías.
Accesos
Para llegar a la playa de Arnelles se toma la carretera local de 2.º orden CÑ-4, poco después de cruzada la ría de Navia, en dirección a Galicia, o entre Cartavio y dicho estuario, circulando en sentido inverso. Por esa vía se llega hasta Mohías, donde debe seguirse la carretera local señalizada a Foxos; al cabo de un kilómetro, aproximadamente, parte una pista a la izquierda, que es la que conduce, a pie, hasta la playa.
- Playa de Collé

Situada entre las puntas El Rabo Palo, al oeste y Engaramada, al Este, y formada por cantos y afloramientos rocosos, tiene 135 metros de longitud y una superficie de poco más de 4.000 metros cuadrados que las pleamares cubren por completo. Carece de acceso y, por tanto, de cualquier servicio o equipamiento; en virtud de dicho aislamiento conserva intacta su naturalidad.
Situación
La cala de Collé se localiza en la zona central del concejo de Coaña. El núcleo humano más próximo es Loza.
Accesos
La playa en sí misma carece de acceso (el descenso por el acantilado, aunque factible, presenta excesivo riesgo). Si se puede obtener una panorámica de la misma siguiendo hasta el borde de la rasa costera una pista que parte de la población de Loza, a su vez comunicada con la N-634 por la CÑ-6, que enlaza con aquella en Cartavio. Otra posibilidad para acercarse a dicho núcleo es desviarse a la CÑ-4 poco después de cruzar la ría de Navia en dirección al Occidente; antes de alcanzar el pueblo de Mohías, dicha vía entronca a la izquierda con la citada CÑ-6.
- Playa de Fojos(Foxos)

## Personas Ilustres
- Don Segundo García de Sierra

Nacido en Mohías (Coaña) el 28 de mayo de 1908.
Ordenado sacerdote 24 de junio de 1931. Designado Obispo de Barbastro el 28 de junio de 1954, siendo consagrado en Gijón por el entonces Nuncio Ildebrando Antoniutti el 14 de noviembre siguiente. Entró en la diócesis el 19 de diciembre siguiente.
Nombrado arzobispo de Parium y coadjutor de Oviedo el 20 de noviembre de 1959. Designado Arzobispo de Burgos el 7 de febrero de 1964 pasó a arzobispo emérito el 19 de octubre de 1983.
Falleció el 30 de octubre de 1998.
-Lucía Val Cerdeira.
Nacida en Ortiguera, Mohias (Coaña) el 9 de febrero de 2004. 
Actual piragüista española que ha ganado varios campeonatos a nivel nacional, aparte de que en 2022 logró medalla de bronce en el campeonato de Europa de piragüismo y un cuarto puesto en el Mundial y en 2023 el subcampeonato.

## Prensa
http://www.lne.es/asturias/2014/02/27/parentesco-asturiano-papa/1549220.html